# 평은면
평은면(平恩面)은 대한민국 경상북도 영주시의 면이다. 넓이는 61.95km2이고, 인구는 2015년 말 기준으로 1,571명이다.
4대강 정비 사업의 일환으로 내성천에 건설되는 영주댐으로 인하여 2016년 금광리, 강동리 일대가 수몰되었다. 이로 인하여 금광리에 있던 면소재지가 2015년 3월 16일에 평은리로 이전하였다. 금광리에 있는 평은정류소에는 시내·시외버스가 정차하며, 철도교통으로는 금광리에 중앙선 평은역이 있었으나 2013년 3월 28일에 폐지되었다.

## 역사
- 1413년 (조선 태종 13년) : 영천군 천상면(강동리, 평은리, 천본리, 오운리, 지곡리 일원)과 진혈면(금광리, 용혈리 일원)으로 구분됨
- 1914년 4월 1일 : 부군면 통폐합으로 2개면이 통합되어 평은면으로 개칭함
- 1995년 1월 1일 : 영주시·군통합으로 영주시 평은면이 됨
- 2011년 12월 7일 : 영주댐 수몰에 따른 면사무소 이전지역을 정하기 위한 주민투표를 실시했다.[1] 주민투표 결과 평은리 영주호이주단지로 확정되었다.
- 2015년 3월 16일 : 평은리 영주호이주단지로 면사무소를 이전하였다.[2]

## 행정 구역
| 법정리 | 행정리                    | 비고                                                   |
| ------ | ------------------------- | ------------------------------------------------------ |
| 강동리 | 강동1리, 강동2리          | 영주댐 건설로 인해 서부지역 수몰                       |
| 금광리 | 금광1리, 금광2리, 금광3리 | 구 면사무소 소재지 영주댐 건설로 인해 대부분 지역 수몰 |
| 오운리 | 오운1리, 오운2리          |                                                        |
| 용혈리 | 용혈1리, 용혈2리          |                                                        |
| 지곡리 | 지곡1리, 지곡2리          |                                                        |
| 천본리 | 천본1리, 천본2리          | 영주댐 건설로 인해 서부지역 수몰                       |
| 평은리 | 평은리                    | 면행정복지센터 소재지                                  |

## 교육
- 평은초등학교